# Indiáncinege
Az indiáncinege (Baeolophus bicolor) a verébalakúak (Passeriformes) rendjébe, ezen belül a cinegefélék (Paridae) családjába tartozó faj.

## Rendszerezés
Régebben a Parus nembe sorolták Parus bicolor néven.

## Előfordulása
Észak-Amerika keleti felében széles körben elterjedt. Az Amerikai Egyesült Államok és Kanada területén is megtalálható.

## Alfajai
- Baeolophus bicolor bicolor (Linnaeus, 1766)
- Baeolophus bicolor paloduro Stevenson, 1940

## Megjelenése
Átlagos testhossza 15-17 centiméter, szárnyfesztávolsága 23-28 centiméter és a testtömege 21 gramm. Mind a hímnek, mind a tojó fehér a hasa, szürke tollú a háta, az oldala rozsdabarna. Az indiáncinege arról kapta a nevét, hogy ilyen fejdísze van, mind az indiánok tolldísze. Nagy fekete szeme van.
|  |

## Életmódja
Az indiáncinegék aktív madarak, gyakran lehet látni repülni. Hernyót, molyt, legyet, rovarlárvákat, csigát és pókot fogyaszt. 
2-10 évig él.

## Szaporodása
Fészekalja 5-8 tojásból áll, amiken a tojó 13-17 napig kotlik. Mind a két szülő eteti a fiókákat, a hím gyakrabban eteti a fiókákat, mint a tojó. 17-18 naposan repülnek ki a fiókák.